# Evan Thomas Radcliffe
Evan Thomas Radcliffe war eine 1882 gegründete walisische Reederei mit Firmensitz in Cardiff, Vereinigtes Königreich. Gegründet wurde die Firma von dem Handelskapitän Evan Thomas und dem Kaufmann Henry Radcliffe. Hauptgeschäft war besonders zu Beginn des 20. Jahrhunderts der weltweite Transport von Kohle. Die Reederei wurde 1980 aufgelöst.

## Geschichte
In der Anfangszeit fuhren alle Schiffe der Reederei Evan Thomas Radcliffe ohne feste Handelsroute, waren demnach sogenannte Trampschiffe. Dennoch basierte der Erfolg zwischen 1882 und 1914 überwiegend auf dem Transport von Kohle aus der nordenglischen Tyne-Region und aus Südwales in Richtung Westeuropa, in die Mittelmeer- und besonders in die Schwarzmeerregion. Die Rückkehr in Richtung Westeuropa und den Britischen Inseln erfolgte oft mit Getreide aus Südrussland als Transportgut. Zu Beginn des Ersten Weltkrieges 1914 fuhren für Evan Thomas Radcliffe 28 Schiffe, womit die Reederei als die größte Schiffsreederei in Cardiff galt.
Von 1914 bis 1918 musste Evan Thomas Radcliffe starke Verluste hinnehmen, da die Reederei durch den Krieg 20 Schiffe verlor. Der Transport von Kohle zu den Schwarzmeerhäfen wie beispielsweise Odessa, Taganrog und Noworossijsk und zurück mit Getreide hatte auch während des Ersten Weltkrieges noch Bestand, jedoch gewann der Transatlantikhandel mit Amerika und der Warentransport in Richtung Südostasien zu dieser Zeit zunehmend an Bedeutung.
Evan Thomas Radcliffe erhielt nach dem Ersten Weltkrieg eine hohe Entschädigung für die Verluste. Da die Anschaffungskosten für neue Schiffe zu dieser Zeit hoch waren, kaufte die Reederei 1920 lediglich ein neues Schiff hinzu. Das Unternehmen besaß zu dieser Zeit neun Schiffe mit einer Gesamttonnage von 41.254 BRT.
Der Welthandel und die Auftragslage brachen auch für Cardiffs Reedereien in der Zwischenkriegszeit ein, jedoch war es der Sparpolitik von Evan Thomas Radcliffe zu verdanken, dass die Reederei die Depression in den 1920er Jahren überstand. In der Hoffnung auf wirtschaftlich bessere Zeiten war die Reederei bereits 1925 wieder in der Lage, neue Schiffe zu erwerben.
Der Zweite Weltkrieg war für Evan Thomas Radcliffe katastrophal, da elf ihrer Schiffe versenkt wurden und lediglich fünf Schiffe den Krieg unbeschadet überstanden hatten. Da die britischen Schiffswerften den Verlust an Handelsschiffen nicht kompensieren konnten, erhielt Evan Thomas Radcliffe zu Charter-Bedingungen sechs Schiffe von nordamerikanischen Werften.
Die Zeit nach dem Zweiten Weltkrieg galt dem Wiederaufbau, reichte aber nie an den Wohlstand von Evan Thomas Radcliffe vor dem Ersten Weltkrieg heran. Die eigenen Schiffe wurden überwiegend für den Kohletransport gebaut, dieser verlor aber nach dem Krieg an Bedeutung. Die Besitzverhältnisse an Evan Thomas Radcliffe wurde geändert: Die vorherigen Partner Evan and Reid Group übernahmen alle Anteile an der Reederei. Die Schiffe wurden den neuen Anforderungen entsprechend umgerüstet, ein Teil der Reedereiflotte wurde ab dieser Zeit für den Öltransport eingesetzt.
Der Handel bestand anschließend überwiegend aus Öllieferungen aus dem Persischen Golf und Sumatra in die europäischen Häfen, die anderen Transportschiffe hatte keine festen Routen. Sie waren weltweit unterwegs und kamen nur noch selten in den Heimathafen Cardiff.

## Schiffe von Evan Thomas Radcliffe
Aufgeführt sind alle eigenen, gecharterten und verwalteten Schiffe in alphabetischer Reihenfolge.
| Name                | Jahr | Vermessung (in BRT) | Werft                                                               | Bemerkung |
| ------------------- | ---- | ------------------- | ------------------------------------------------------------------- | --- |
| Aden                | 1908 | 2482                | W. Rodgers & Co. Glasgow                                            | Verkauft 1915 an Colonial Coal & Shipping Co. |
| Alex                | 1914 | 3907                | J. Priestland Sunderland                                            | Verkauft 1943 an S. Casteli & Co. |
| Alma                | 1896 | 2863                | J. Priestland Sunderland                                            | |
| Anne Thomas         | 1882 | 1418                | Palmers Co., Newcastle                                              | Verkauft nach Norwegen |
| Anthony Radcliffe   | 1893 | 2865                | Palmers Co., Newcastle                                              | 1908 umbenannt in Bonvilston, dreimal angegriffen von 1916 bis 1917, versenkt durch Torpedoangriff am 17. Oktober 1918 nordwestlich von Corsewall Point |
| Asgard              | 1906 | 4181                | Northumberland Shipbuilding Co.                                     | |
| Bala                | 1884 | 2013                | William Gray & Co. West Hartlepool                                  | Verkauft 1903 an Glanhowny S.S. Co. |
| Balingdale          | 1949 |                     |                                                                     | Erworben 1949 von Societo al Navigazione Tomei, Genua                                                                                                   |
| Boverton            | 1910 | 2958                | John Blumer & Co. North Dock Sunderland                             | |
| Catherine Radcliffe | 1925 | 5589                | Craig Taylor & Co. Ltd. Stockton-on-Tees                            | Gestrandet in Japan |
| Clarissa Radcliffe  | 1889 | 2544                | Palmers Co. Ltd. Newcastle                                          | Gesunken 1897 bei Cabo de São Vicente |
| Clarissa Radcliffe  | 1904 | 4703                | Ropner Shipbuilding Stockton-on-Tees                                | Verkauft 1926 an Watts Watts & Co. |
| Clarissa Radcliffe  | 1917 | 6042                | Craig Taylor & Co., Stockton-on-Tees                                | Vermutlich torpediert am 10. März 1943 |
| Douglas Hill        | 1890 | 2171                | Palmers Co. Ltd. Newcastle                                          | Verkauft 1909 an Frederick Childs |
| Dunraven            | 1896 | 3333                | Ropner Shipbuilding Stockton-on-Tees                                | Torpediert am 11. November 1916 bei Ouessant |
| Dunraven            | 1910 | 3117                | Tyne Iron Shipbuilding Co. Willington                               | Ausgeliefert 1917 an die Royal Navy, torpediert am 10. August 1917 im Golf von Biskaya                                                                  |
| Empire Eddystone    | 1945 | 7318                | William Gray & Co. Hartlepool                                       | |
| Empire Prospect     | 1945 | 7331                | Walker Shipyard Newcastle                                           | |
| Ethel Radcliffe     | 1920 | 5673                | Craig Taylor & Co., Stockton-on-Tees                                | |
| Euston              | 1898 | 2728                | Ropner Shipbuilding Stockton-on-Tees                                | Verkauft 1926 nach Griechenland |
| Flimston            | 1916 | 5751                | Craig Taylor & Co., Stockton-on-Tees                                | Gekapert und versenkt am 18. Dezember 1916 bei Ouessant                                                                                                 |
| Flimston            | 1925 | 4674                | Bartram & Sons Sunderland                                           | 1948 verkauft an Woodham S.S. Co. Cardiff |
| Fort La Traite      | 1942 | 7134                | West Coast Shipbuilding, Vancouver                                  | |
| Fort Miami          | 1942 | 7134                | Vancouver Ship Repairers, Vancouver                                 | |
| Fort Richelieu      | 1943 | 7150                | Marine Industries, Soull Quebec                                     | |
| Fort Remy           | 1942 | 7127                | United Shipyards Ltd. Montreal                                      | |
| Fort Rupert         | 1942 | 7141                | Grand Trunk Pacific Development Co., Prince Rupert British Columbia | |
| Fort Saleesh        | 1943 | 7167                | Vancouver Ship Repairers, Vancouver                                 | |
| Granton Glen        | 1918 | 2485                | Manitoba S. B. Co. Wis.                                             | |
| Gwenllian Thomas    | 1882 | 1082                | Palmers Co. Ltd. Newcastle                                          | Verkauft 1905 |
| Gwent               | 1909 | 3344                | R. Thomson, Sunderland                                              | Verkauft 1912 an London-Piraeus S.S. Co., gesunken 1918                                                                                                 |
| Hamilton            | 1960 | 13186               | C. Boel et Fils Temse Belgien                                       | |
| Hanley              | 1902 | 3331                | J.L. Thompson and Sons, Cardiff                                     | Torpediert westlich von Bishop Rock |
| Helemar             | 1957 | 544                 |                                                                     | |
| High Park           | 1943 | 7143                | Davie Shipbuilding Lauzon-Levis Quebec                              | |
| Iolo Morgannwg      | 1882 | 1241                | Palmers Co. Ltd. Newcastle                                          | Verkauft 1905 |
| Jane Radcliffe      | 1890 | 1830                | Ropner Shipbuilding Stockton-on-Tees                                | Verkauft 1911 an Otto Weens, Malmö |
| Kate Thomas         | 1884 | 1557                | Palmers Co. Ltd. Newcastle                                          | Gesunken am 21. Oktober 1895 |
| Lady Palmer         | 1889 | 2752                | Palmers Co. Ltd. Newcastle                                          | Gesunken 1891 in der Meerenge von Dover |
| Llanberis           | 1890 | 2269                | Ropner Shipbuilding Stockton-on-Tees                                | |
| Llanberis           | 1928 | 5055                | Hawthorn, Leslie & Company Wallsend                                 | Verkauft an Basil J. Mauros Piräus |
| Llancarfan          | 1937 | 4910                | White’s Marine Engineering Company, Hebburn                         | Bombardiert und gesunken 1943 |
| Llandaff            | 1937 | 4826                | Bartram & Sons Sunderland                                           | Verkauft 1951 an K. G. Bornhofen in Hamburg |
| Llandaff            | 1953 | 12501               | Lithgows, Glasgow                                                   | verkauft 1960 an Island Shipping Co. Bermuda |
| Llandilo            | 1928 | 4966                | Bartram & Sons Sunderland                                           | Torpediert am 2. November 1942 südlich von St. Helier, Jersey                                                                                           |
| Llandrindod         | 1900 | 3841                | Richardson, Duck & Company Thornaby-on-Tees                         | Torpediert am 18. Mai 1917 beim Fastnet-Felsen, Irland                                                                                                  |
| Llandudno           | 1897 | 4074                | Ropner Shipbuilding Stockton-on-Tees                                | Verkauft 1927 an Richards Longstaff & Co. in London |
| Llandudno           | 1910 | 4186                | Tyne Iron Shipbuilding Co. Willington                               | Gekapert und versenkt am 1. August 1917 südwestlich von Porquerolles, Golfe du Lion                                                                     |
| Llanfair            | 1928 | 4966                | Bartram & Sons Sunderland                                           | Torpediert am 11. Oktober 1940 |
| Llangollen          | 1900 | 3842                | Richardson, Duck & Company Thornaby-on-Tees                         | Verkauft am 4. Oktober 1926 an Griechenland |
| Llangollen          | 1928 | 5055                | Hawthorn, Leslie & Company Wallsend                                 | Verkauft 1950 an Nicholas A. Simbouras in Athen |
| Llangorse           | 1900 | 3841                | Richardson, Duck & Company Thornaby-on-Tees                         | Torpediert am 8. Sept. 1916 bei Kap Tenaro |
| Llangorse           | 1960 | 21840               | Furness Shipbuilding Co. Haverton Hill                              | |
| Llanishen           | 1901 | 3836                | Richardson, Duck & Company Thornaby-on-Tees                         | Torpediert am 9. August 1917 von U 33 und gestrandet bei Cadaqués, Costa Brava                                                                          |
| Llanishen           | 1929 | 5052                | Bartram & Sons Sunderland                                           | Bombardiert und gesunken am 23. Oktober 1941 südöstlich von Wick                                                                                        |
| Llanishen           | 1944 | 10735               |                                                                     | |
| Llanishen           | 1957 | 20976               | Swan Hunter & Wigham Richardson, Wallsend                           | |
| Llanover            | 1899 | 3840                | Richardson, Duck & Company Thornaby-on-Tees                         | Torpediert und gesunken im Februar 1917 beim Fastnet-Felsen, Irland                                                                                     |
| Llanover            | 1917 | 4240                | Pickersgill, Sunderland                                             | Verkauft 1917 an Johnston Line |
| Llanover            | 1928 | 4959                | Bartram & Sons Sunderland                                           | Torpediert am 12. Mai 1942 im Nordatlantik |
| Llanover            | 1944 | 7281                | J. A. Jones Construction Inc., Brunswick (Georgia)                  | |
| Llantrisant         | 1952 | 6140                | Bartram & Sons Sunderland                                           | Verkauft 1957 an Western Canadian S.S. Co. Vancouver |
| Llantrisant         | 1957 | 6171                | Bartram & Sons Sunderland                                           | Verkauft an Elenmaris Corp. Piräus |
| Llanwern            | 1928 | 4966                | Bartram & Sons Sunderland                                           | Bombardiert und gesunken am 26. Februar 1941 westlich von Irland                                                                                        |
| Llanwern            | 1937 | 4993                | Bartram & Sons Sunderland                                           | Verkauft am 21. September 1957 an Inui Kisen Kabushlui, Kōbe, Japan                                                                                     |
| Llanwern            | 1962 | 9229                | Bartram & Sons Sunderland                                           | |
| Manchester          | 1890 | 2072                | William Gray & Co. Hartlepool                                       | Verkauft 1912 an Artaza & Co. Bilbao |
| Maria N. Roussos    | 1909 | 3129                | William Gray & Co. Hartlepool                                       | Gechartert von 1925 bis 1929 |
| Mary Thomas         | 1889 | 2159                | Palmers Co. Ltd. Newcastle                                          | Verkauft 1908 an Glanhowny Steamship Company |
| Novasli             | 1920 | 3204                | R. Thompson & Sons, Sunderland                                      | Gechartert 1941 vom 'Ministry of War Transport', versenkt am 2. März 1945                                                                               |
| Paddington          | 1898 | 3903                | Ropner Shipbuilding Stockton-on-Tees                                | Umbenannt in Iolo, versenkt am 11. Oktober 1916 nördlich von Vardø, Norwegen                                                                            |
| Patagonia           | 1906 | 5084                | Richardson, Duck & Company Thornaby-on-Tees                         | Umbenannt 1913 in Swindon, umbenannt 1917 in Paddington, torpediert und versenkt am 21. Juli 1917 westlich von Fastnet-Felsen, Irland                   |
| Patagonia           | 1913 | 6011                | Craig Taylor & Co., Stockton-on-Tees                                | Torpediert am 15. September 1915 nordöstlich von Odessa                                                                                                 |
| Penistone           | 1913 | 4139                | Craig Taylor & Co., Stockton-on-Tees                                | Torpediert und versenkt am 11. Oktober 1918 südwestlich von Nantucket                                                                                   |
| Peterston           | 1892 | 2768                | Thomas Turnbull Whitehall Dockyard Whitby                           | Verkauft 1913 an Artaza & Co. Bilbao |
| Peterston           | 1925 | 4680                | Bartram & Sons Sunderland                                           | Verkauft 1948 an Gowan Shipping Co. |
| Picton              | 1906 | 5084                | Richardson, Duck & Company Thornaby-on-Tees                         | Verkauft 1927 an Williams & Mordey Ltd. Cardiff |
| PLM 17              | 1922 | 4008                | Smiths Dock Middlesbrough                                           | |
| Possidon            | 1909 | 3744                | William Gray & Co. Hartlepool                                       | Gechartert von 1921 bis 1933 |
| Radcliffe Trader    | 1956 | 622                 |                                                                     | |
| Radcliffe Venturer  | 1964 | 504                 | N. V. Bodewes Schps., Martenshoek, Niederlande                      | |
| Samskern            | 1944 | 7210                | Bethlehem Fairfield Shipyard Baltimore                              | |
| Sarah Radcliffe     | 1889 | 1440                | Ropner Shipbuilding Stockton-on-Tees                                | Umbenannt in Iolo, verkauft 1914 an Constantine Hadjipateras Griechenland                                                                               |
| Senta               | 1919 | 3785                | Union Ironworks Alameda, USA                                        | Gechartert 1941 bis 1946 vom Ministry of War Transport                                                                                                  |
| Stolt Llandaff      | 1971 | 15585               | N.V. Boelwerf S.A. Temse                                            | |
| Swindon             | 1899 | 3847                | Richardson, Duck & Company Thornaby-on-Tees                         | Versenkt 1914 vor der Küste Algeriens |
| Swindon             | 1917 | 4240                | W. Pickersgill & Sons Sunderland                                    | Verkauft 1917 an Johnston Line |
| Torvanger           | 1920 | 6568                | Doxford Sunderland                                                  | Gechartert 1942 vom Ministry of War Transport, versenkt am 23. Juni 1942 von U 84                                                                       |
| Varangberg          | 1915 | 2842                | Great Lakes Eng. Works Ashtabula USA                                | Gechartert 1941 bis 1946 vom Ministry of War Transport                                                                                                  |
| Vera Radcliffe      | 1925 | 5587                | Craig Taylor & Co. Ltd. Stockton-on-Tees                            | Verkauft 1944 an die Britische Regierung, versenkt als Blockschiff in der Normandie                                                                     |
| Walter Thomas       | 1884 | 2213                | Palmers Co. Ltd. Newcastle                                          | Gesunken nach Kollision am 12. Juli 1901 in der Straße von Gibraltar                                                                                    |
| Washington          | 1907 | 5079                | Richardson, Duck & Company Thornaby-on-Tees                         | Torpediert und gesunken bei Rapallo |
| Wimborne            | 1898 | 3466                | Richardson, Duck & Company Thornaby-on-Tees                         | Gesunken 1910 bei Polperro Cornwall |
| Wimborne            | 1911 | 6078                | Craig Taylor & Co. Ltd. Stockton-on-Tees                            | Verkauft 1936 an Halcyon Lign Rotterdam |
| Windsor             | 1897 | 4074                | Ropner Shipbuilding Stockton-on-Tees                                | Torpediert und gesunken am 28. November 1917 südwestlich von Andimilos, Griechenland                                                                    |
| Windsor             | 1911 | 6055                | Craig Taylor & Co. Ltd. Stockton-on-Tees                            | Versenkt am 21. Oktober 1915 südwestlich von Lizard |
| W. I. Radcliffe     | 1886 | 2076                | Palmers Co. Ltd. Newcastle                                          | Verkauft 1903 an Aberporth S.S. Co. |
| W. I. Radcliffe     | 1904 | 4748                | Richardson, Duck & Company Thornaby-on-Tees                         | Torpediert und gesunken am 13. Mai 1917 nordöstlich von São Miguel, Azoren                                                                              |
| W. I. Radcliffe     | 1917 | 6042                | Craig Taylor & Co. Ltd. Stockton-on-Tees                            | Torpediert, aber nicht versenkt am 12. März 1918 im Englischen Kanal, verkauft 1935 an N. Eusthattion & Co. Piräus                                      |
| Wynnstay            | 1884 | 1541                | Palmers Co. Ltd. Newcastle                                          | Verkauft 1902 an L. Overgaard Norwegen |